# Verbiesles
Verbiesles és un municipi francès situat al departament de l'Alt Marne i a la regió del Gran Est. L'any 2007 tenia 288 habitants.

## Demografia

### Població
El 2007 la població de fet de Verbiesles era de 288 persones. Hi havia 116 famílies de les quals 20 eren unipersonals (4 homes vivint sols i 16 dones vivint soles), 52 parelles sense fills i 44 parelles amb fills.
La població ha evolucionat segons el següent gràfic:
Habitants censats

### Habitatges
El 2007 hi havia 135 habitatges, 118 eren l'habitatge principal de la família, 8 eren segones residències i 9 estaven desocupats. 130 eren cases i 4 eren apartaments. Dels 118 habitatges principals, 103 estaven ocupats pels seus propietaris, 12 estaven llogats i ocupats pels llogaters i 3 estaven cedits a títol gratuït; 2 tenien dues cambres, 10 en tenien tres, 20 en tenien quatre i 86 en tenien cinc o més. 104 habitatges disposaven pel capbaix d'una plaça de pàrquing. A 41 habitatges hi havia un automòbil i a 74 n'hi havia dos o més.

### Piràmide de població
La piràmide de població per edats i sexe el 2009 era:
| Homes | Edats   | Dones |
| ----- | ------- | ----- |
| 0     | 95 o +  | 0     |
| 0     | 90 a 94 | 0     |
| 4     | 85 a 89 | 0     |
| 0     | 80 a 84 | 0     |
| 4     | 75 a 79 | 0     |
| 0     | 70 a 74 | 0     |
| 12    | 65 a 69 | 4     |
| 16    | 60 a 64 | 12    |
| 0     | 55 a 59 | 16    |
| 4     | 50 a 54 | 0     |
| 24    | 45 a 49 | 8     |
| 20    | 40 a 44 | 24    |
| 20    | 35 a 39 | 24    |
| 8     | 30 a 34 | 12    |
| 4     | 25 a 29 | 4     |
| 8     | 20 a 24 | 12    |
| 20    | 15 a 19 | 16    |
| 4     | 10 a 14 | 4     |
| 12    | 5 a 9   | 24    |
| 0     | 0 a 4   | 8     |

## Economia
El 2007 la població en edat de treballar era de 198 persones, 140 eren actives i 58 eren inactives. De les 140 persones actives 134 estaven ocupades (71 homes i 63 dones) i 6 estaven aturades (4 homes i 2 dones). De les 58 persones inactives 22 estaven jubilades, 19 estaven estudiant i 17 estaven classificades com a «altres inactius».

### Ingressos
El 2009 a Verbiesles hi havia 119 unitats fiscals que integraven 296 persones, la mediana anual d'ingressos fiscals per persona era de 22.654 €.

### Activitats econòmiques
Dels 8 establiments que hi havia el 2007, 5 eren d'empreses de construcció, 1 d'una entitat de l'administració pública i 2 d'empreses classificades com a «altres activitats de serveis».
Dels 7 establiments de servei als particulars que hi havia el 2009, 1 era un paleta, 1 guixaire pintor, 1 fusteria, 2 lampisteries i 2 perruqueries.
L'any 2000 a Verbiesles hi havia 4 explotacions agrícoles.

## Equipaments sanitaris i escolars
El 2009 hi havia una escola elemental integrada dins d'un grup escolar amb les comunes properes formant una escola dispersa.

## Poblacions més properes
El següent diagrama mostra les poblacions més properes.